# Vrăjitoarele (film din 1990)
Vrăjitoarele (titlu original: The Witches) este un film american din 1990 regizat de Nicolas Roeg. Este creat în genurile fantastic, pentru copii, de groază, de comedie. Rolurile principale au fost interpretate de actorii Anjelica Huston, Mai Zetterling, Rowan Atkinson și Jasen Fisher. Scenariul este scris de Allan Scott pe baza unei cărți omonime de Roald Dahl.

## Distribuție
- Anjelica Huston - Miss Eva Ernst/Grand High Witch
- Jasen Fisher - Luke Eveshim
- Mai Zetterling - Helga Eveshim
- Rowan Atkinson - Mr. Stringer
- Jane Horrocks - Miss Susan Irvine
- Charlie Potter - Bruno Jenkins
- Anne Lambton - Pamela (The Woman in Black)
- Angelique Rockas - Henrietta
- Annabel Brooks - Nicola Cuttle
- Sukie Smith - Marlene
- Bill Paterson - Herbert Jenkins
- Brenda Blethyn - Rebecca Jenkins
- Jenny Runacre - Elizabeth "Elsie"
- Emma Relph - Mildred "Millie"
- Rose English - Doreen "Dora"
- Nora Connolly - Beatrice
- Rosamund Greenwood - Janice
- Darcy Flynn - Luke's mother
- Vincent Marzello - Luke's father
- Elsie Eide - Erica
- Grete Nordrå - Norwegian witch
- Ola Otnes - Erica's father
- Jim Carter - Andre the chef
- Roberta Taylor - Jacqueline (chef witch)
- Stella Tanner - Loisette "Lois" Leffour
- Barbara Hicks - Regina

## Producție
Cheltuielile de producție s-au ridicat la 15,3 milioane $.

## Lansare și primire
A avut încasări de 10,36 milioane $ în Statele Unite și 266.782 $ în Germania.
Warner Home Video a lansat filmul pe VHS prima dată în 1991.